# Intimissimi
Intimissimi é uma marca italiana de roupa fundada em 1996, especializada em sutiãs, cuecas, lingerie, coletes e pijamas para mulheres e homens. É propriedade do grupo Calzedonia. 
As roupas Intimissimi costumavam ser vendida nos Estados Unidos através de uma parceria com a Victoria's Secret. Em 2007, esta parceria foi ampliada para vender Intimissimi em 240 lojas do grupo.
Em outubro de 2017, a marca lançou a sua quarta edição de Intimissimi on ice na Arena de Verona, com figurinos desenhados por Chiara Ferragni. Em outubro de 2017, a Intimissimi abriu uma loja com 500 pés quadrados na Quinta Avenida, em Nova Iorque.
A Intimissimi é conhecida pelas suas campanhas de publicidade com vários nomes internacionais. Em 2015, a modelo Shlomit Malka tornou-se o rosto da Intimissimi. Ela liderou as campanhas publicitárias internacionais da empresa até ser substituída em 2017 por Dakota Johnson. Para a campanha de 2017, para além de Dakota, Mario Testino fotografou a ex-esportista sérvia Ana Ivanovic, a escritora de culinária Ella Mills, e a modelo Irina Shayk, que já tinha trabalhado com a empresa anteriormente e que é presença habitual nas ações publicitárias do grupo. Em 2018, Sarah Jessica Parker protagonizou uma campanha mundial. Ao longo dos anos, várias modelos portuguesas pousaram para a marca, como Júlia Palha e Soraia Chaves. Também a brasileira Bruna Marquezine protagonizou campanhas.
Em junho de 2020, a Intimissimi lançou o serviço de prateleira Infinity, um sistema que elimina o risco de falta de estoque através de um sorteio na janela do e-commerce.